# Johan Erik af Wetterstedt
Johan Erik af Wetterstedt, född 4 juli 1784 i Alsike socken, död 25 juni 1863 i Malmö, var en svensk militär.
af Wetterstedt blev kadett vid Krigsakademien på Karlberg 1795 och utexaminerades 1799. Han blev fänrik vid livregementets indelta infanteri under hösten samma år. af Wetterstedt blev sekundlöjtnant där 1804 och kapten vid livregementetsbrigadens grenadjärkår 1810 samt major i armén och kåren 1814. Han blev överstelöjtnant i kåren 1817 och sekundchef för samma kår 1821. af Wetterstedt blev överste i armén 1822 och generaladjutant 1835 samt postinspektor i Malmö 1853. Han blev riddare av Svärdsorden 1814 och kommendör av Svärdsorden 1839. af Wetterstedt tilldelades Karl XIV Johans medalj 1855.
Johan Erik af Wetterstedt var son till Erik Wetterstedt, adlad af Wetterstedt (1736–1822) och Anna Christina Bladh (1757–1793) samt dotterson till handelsmannen i Vasa Michael Johansson Bladh. Från 1827 var han gift med Sofia Vilhelmina Wickman (1809–1845) som var dotter till biskopen Sven Caspersson Wijkman (1754–1839). Han var far till Anna Ingeborg Erica af Wetterstedt (1834–1898) samt bror till Gustaf af Wetterstedt och Niklas Joakim af Wetterstedt.